# El pilluelo de Madrid
El pilluelo de Madrid és una pel·lícula muda espanyola del 1926 escrita i dirigida per Florián Rey. Actualment considerada perduda, és considerada el primer sainet escrit directament com a adaptació cinematogràfica, amb influències del Lazarillo de Tormes i de Charles Dickens.

## Sinopsi
Dos germans bessons són ingressats a l'asil de la Paloma (Dehesa de la Villa), però tot i que són idèntics, són força diferents, ja que un és força assenyat i l'altre és un perdulari. Una comtessa caritativa visita l'asil i decideix adoptar el bessó bò sense que li doni temps d'advertir al seu germà. Aquest creu que el seu germà l'ha abandonat i es dedica a la delinqüència.

## Repartiment
- Guillermo Figueras
- Alfredo Hurtado
- Pedro Larrañaga
- Manuel Montenegro
- Ricardo Núñez Lissarrague
- Ricardo Piroto
- Flora Rossini
- Elisa Ruiz Romero